# Arrugada breviceps
Arrugada breviceps är en insektsart som beskrevs av Rauno E. Linnavuori och Delong 1978. Arrugada breviceps ingår i släktet Arrugada och familjen dvärgstritar. Inga underarter finns listade i Catalogue of Life.